# (23123) 2000 AU57
(23123) 2000 AU57 è un asteroide troiano di Giove del campo greco. Scoperto nel 2000, presenta un'orbita caratterizzata da un semiasse maggiore pari a 5,342335 UA e da un'eccentricità di 0,059341, inclinata di 8,526615° rispetto all'eclittica. Ha un diametro di 25,883 km, un periodo di rotazione di 467,257 ore e un'albedo di 0,096.